# ماجنوم رافاييل فارياس تافاريس
ماجنوم رافاييل فارياس تافاريس (بالبرتغالية: Rafael Farias Tavares) (24 مارس 1982 في بليم في البرازيل – )؛ هو لاعب كرة قدم كان يلعب كلاعب وسط.

## وصلات خارجية
- ماجنوم رافاييل فارياس تافاريس على موقع رابطة كرة القدم اليابانية للمحترفين (اليابانية)
- ماجنوم رافاييل فارياس تافاريس على موقع دوري كوريا الجنوبية (الإنجليزية)
- ماجنوم رافاييل فارياس تافاريس على موقع قاعدة بيانات كرة القدم.إي يو (الإنجليزية)
- ماجنوم رافاييل فارياس تافاريس على موقع Soccerway.com (الإنجليزية)
- ماجنوم رافاييل فارياس تافاريس على موقع عالم كرة القدم.نت (الإنجليزية)